# Ладижинський гай
Лади́жинський гай — дендрологічний парк місцевого значення в Україні. Розташований на території міста Ладижин Вінницької області. 
Площа 10 га. Оголошений відповідно до рішення 11 сесії 6 скликання Вінницької обласної ради від 27.06.2012 р. Перебуває у віданні: Ладижинська міська рада. 
Дендропарк створено з метою збереження і вивчення у спеціально створених умовах різноманітних видів дерев і чагарників та їх композицій для ефективного наукового, культурного, рекреаційного та іншого використання.